# Gornji Karin
Gornji Karin je naselje na Hrvaškem, ki upravno spada pod mesto Obrovac Zadrske županije.
Gornji Karin, naselje z mnogimi počitniškimi hišami, leži med obalo Karinskega morja in državno cesto D27, ki povezuje Obrovac z Zadrom. Tu so ostale ruševine turške pravokotne utrdbe s tremi stolpi podrtimi leta 1647.

## Demografija
| Pregled števila prebivalcev po letih | Pregled števila prebivalcev po letih | Pregled števila prebivalcev po letih | Pregled števila prebivalcev po letih | Pregled števila prebivalcev po letih | Pregled števila prebivalcev po letih | Pregled števila prebivalcev po letih | Pregled števila prebivalcev po letih | Pregled števila prebivalcev po letih | Pregled števila prebivalcev po letih | Pregled števila prebivalcev po letih | Pregled števila prebivalcev po letih | Pregled števila prebivalcev po letih | Pregled števila prebivalcev po letih | Pregled števila prebivalcev po letih |
| ------------------------------------ | ------------------------------------ | ------------------------------------ | ------------------------------------ | ------------------------------------ | ------------------------------------ | ------------------------------------ | ------------------------------------ | ------------------------------------ | ------------------------------------ | ------------------------------------ | ------------------------------------ | ------------------------------------ | ------------------------------------ | ------------------------------------ |
| 1857                                 | 1869                                 | 1880                                 | 1890                                 | 1900                                 | 1910                                 | 1921                                 | 1931                                 | 1948                                 | 1953                                 | 1961                                 | 1971                                 | 1981                                 | 1991                                 | 2001                                 |
| 1040                                 | 1146                                 | 1234                                 | 1235                                 | 1415                                 | 1655                                 | 1541                                 | 1637                                 | 1001                                 | 1123                                 | 1175                                 | 1089                                 | 949                                  | 876                                  | 859                                  |